# ماكسيميليانو بريتو
ماكسيميليانو بريتو (بالإسبانية: Maximiliano Brito)‏ هو لاعب كرة قدم أوروغواياني في مركز الهجوم، ولد في 19 يوليو 1991 في مونتفيدو في الأوروغواي. لعب مع رامبلا جونيورز ونويفا شيكاجو.

## وصلات خارجية
- ماكسيميليانو بريتو على موقع قاعدة بيانات كرة القدم.إي يو (الإنجليزية)
- ماكسيميليانو بريتو على موقع Soccerway.com (الإنجليزية)